# Castel di Casio
Castel di Casio (Castèl o Castèl d Chèsi in dialetto bolognese montano medio) è un comune italiano di 3 349 abitanti della città metropolitana di Bologna in Emilia-Romagna. Fa parte dell'Unione dell'Appennino Bolognese.

## Storia

### Simboli
Lo stemma di Castel di Casio è stato riconosciuto con DCG del 28 agosto 1931 e risale a quello delle comunità di Casio e Casola. Si trova su una lapide in pietra del 1483 nel palazzo dei Capitani della Montagna di Vergato, ed è passato poi anche a Vergato quando questa divenne sede dei Capitani.
Il gonfalone, concesso con DPR del 24 gennaio 1972, è costituito da un drappo rettangolare di azzurro.

## Monumenti e luoghi d'interesse
Il centro storico è dominato dai resti dall'antica torre medievale che svetta ancora sui tetti delle case ed è visibile in tutta la valle del Limentra.
I vicoli e le architetture delle abitazioni ricordano l'origine medievale dell'abitato, quando era centro mercantile sulla strada di crinale che collegava Bologna a Firenze.
- Chiesa di San Biagio: la parrocchiale di Castel di Casio ha all'interno una pala all'altare maggiore con San Biagio e altri Santi che può datarsi al primo Seicento ma il suo autore è rimasto ignoto, sebbene dovrebbe essere lo stesso della pala dell'altare maggiore della parrocchiale di Camugnano.[8]

- Chiesa di San Prospero a Badi, che conserva, alla parete destra, una tela con l'Ecce Homo attribuito a Pietro Maria Massari, detto il Porrettano, allievo dei Carracci, morto in età molto giovane, dipinto per la cappella sinistra, originariamente dedicata a questo episodio.[9]

## Società

### Evoluzione demografica
Abitanti censiti

### Etnie e minoranze straniere
Secondo i dati ISTAT al 31 dicembre 2009 la popolazione straniera residente era di 240 persone. Le nazionalità maggiormente rappresentate in base alla loro percentuale sul totale della popolazione residente erano:
- Marocco 125 3,57%
- Romania 46 1,31%

## Amministrazione
Classificazione climatica: zona E, 2634 GR/G
Di seguito è presentata una tabella relativa alle amministrazioni che si sono succedute in questo comune.
| Periodo        | Periodo        | Primo cittadino     | Partito                                           | Carica  | Note   |
| -------------- | -------------- | ------------------- | ------------------------------------------------- | ------- | ------ |
| 14 giugno 1985 | 14 giugno 2004 | Giuseppe Valdiserri | PCI, PDS, Democratici di Sinistra                 | Sindaco | [ 11 ] |
| 14 giugno 2004 | 7 giugno 2009  | Gianluca Boldri     | lista civica                                      | Sindaco | [ 11 ] |
| 8 giugno 2009  | 26 maggio 2019 | Mauro Brunetti      | lista civica: "Uniti nel dialogo"                 | Sindaco | [ 11 ] |
| 27 maggio 2019 | 10 giugno 2024 | Marco Aldrovandi    | lista civica: "Uniti nel dialogo"                 | Sindaco | [ 11 ] |
| 11 giugno 2024 | in carica      | Daniele Bertacci    | lista civica: "Nuovo dialogo per Castel Di Casio" | Sindaco |        |